# Playa Caleta Abarca

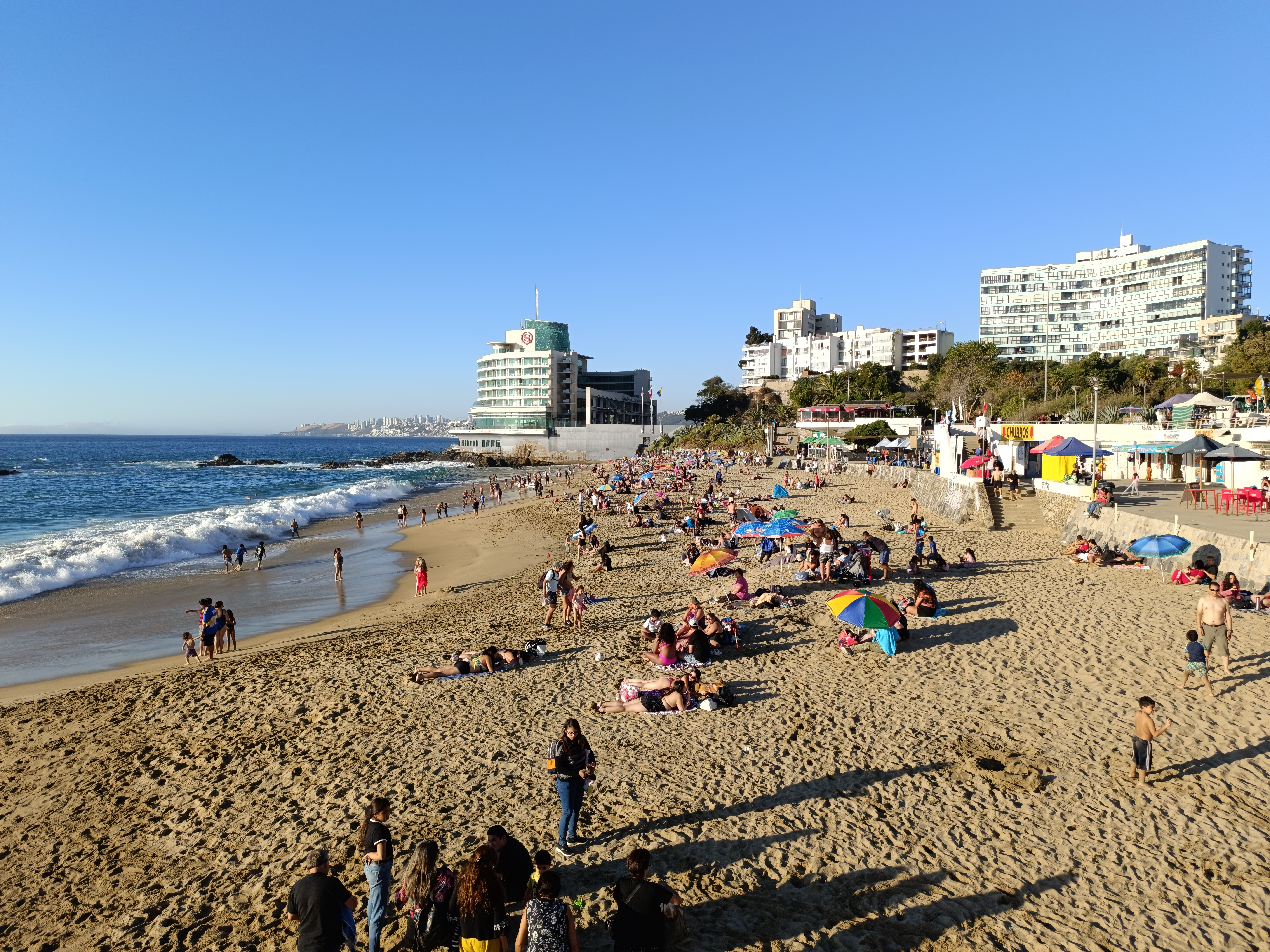
Playa Caleta Abarca hacia el hotel Sheraton Miramar.

La playa Caleta Abarca se encuentra en la ciudad de Viña del Mar, Región de Valparaíso, Chile. Limita al sur con el cerro Recreo y al norte con el hotel Sheraton Miramar, y se encuentra detrás del cerro Castillo.
En 1883 se estableció en el lugar la maestranza de la Lever, Murphy & Co., y en 1938 adquirió su vocación turística. De aguas aptas para el baño, la playa cuenta con equipamiento como negocios, baños y estacionamientos.